# Орский государственный драматический театр имени А. С. Пушкина
Орский государственный драматический театр имени А.С. Пушкина — единственный профессиональный театр на территории Восточного Оренбуржья с населением более 630 тысяч человек, расположен в Орске Оренбургской области.

## История
Был основан в 1937 году, когда Орск стал одним из центров тяжёлой промышленности Южного Урала.
Первоначально назывался театром имени Октябрьской революции и размещался на улице Советской.
Был открыт в день 20-летия Советской власти, 7 ноября 1937 года. 16 ноября того же года первая премьера спектакля «На берегах Невы» по пьесе К. Тренева, посвященного юбилейной дате. С 1943 года театр был переведен стал носить имя А.С. Пушкина. Первые гастроли Орского театра драмы в областной центр (г. Чкалов, ныне Оренбург) состоялись 1 сентября 1949 года. В декабре 1969 года, в центре города, на Комсомольской площади, открылось новое, специально для него построенное по оригинальному проекту, здание театра.
С 1999 по 2019 год директором театра был Владимир Васильевич Дорошенко в первые годы руководства театр перешёл из городской собственности в государственную, благодаря стараниям Владимира Дорошенко театр получил финансирование и произведена масштабная реконструкция театра.

## Награды
Постановки театра получали высокую оценку критиков в ряде конкурсов, и удостаивались наград:
в 2004 году по заключительным итогам пятого Фестиваля малых городов России в городе Лысьва спектакль «Козий остров» по пьесе У. Бетти был показан в Москве на сцене Государственного театра наций;
- спектакли «Гадкий утенок» и «Записки сумасшедшего» на Всероссийском театральном фестивале «ПоМост»: Провинциальные театры России»;
- в 2008 году на четвёртом Международном фестивале «Гостиный двор» высокую оценку получил спектакль С. Лобозерова «Семейный портрет с посторонним», а в сентябре этого же года театр - участник седьмого фестиваля малых городов России в городе Лысьва со спектаклем «Женитьба» по пьесе Н.В. Гоголя.
В 2016 году театр на V Международном фестивале «Смоленский ковчег» в номинации «За лучшую режиссуру» победил спектакль «Невероятная любовь», поставленный художественным руководителем Адгуром Кове. 